# Municipio Ingavi
Das Municipio Ingavi ist ein Verwaltungsbezirk im Departamento Pando im Tiefland des südamerikanischen Anden-Staates Bolivien.

## Lage im Nahraum
Das Municipio Ingavi ist eines von zwei Municipios der Provinz Abuná und umfasst deren östlichen Bereich. Es grenzt im Norden an die Republik Brasilien, im Westen an das Municipio Santa Rosa del Abuná, im Süden an das Municipio San Pedro in der Provinz Manuripi, im Südosten an das Municipio Villa Nueva und im Nordosten an das Municipio Santos Mercado.
Das Municipio erstreckt sich zwischen etwa 9° 54' und 11° 00' südlicher Breite und 66° 26' und 67° 01' westlicher Länge, seine Ausdehnung von Westen nach Osten beträgt bis zu 65 Kilometer und von Norden nach Süden bis zu 80 Kilometer.
Das Municipio umfasst 13 Gemeinden (localidades), der zentrale Ort des Municipios ist die Ortschaft Ingavi mit 386 Einwohnern (Volkszählung 2012) am Río Orthon am südlichen Rand des Municipios.

## Geographie
Das Municipio Ingavi liegt im bolivianischen Teil des Amazonasbeckens im nördlichen Teil des Landes an der Grenze zu Brasilien.
Die mittlere Durchschnittstemperatur der Region liegt bei 26 °C und schwankt nur unwesentlich zwischen 25 °C im Mai und 27 bis 28 °C von Dezember bis Februar (siehe Klimadiagramm Riberalta). Der Jahresniederschlag beträgt etwa 1.300 mm, bei einer ausgeprägten Trockenzeit von Juni bis August mit Monatsniederschlägen unter 20 mm, und einer Feuchtezeit von Dezember bis Januar mit Monatsniederschlägen von mehr als 200 mm.

## Bevölkerung
Die Bevölkerungszahl des Municipio Ingavi ist zwischen 1992 und 2024 auf mehr als das Doppelte angestiegen:
| Jahr | Einwohner | Quelle       |
| ---- | --------- | ------------ |
| 1992 | 1077      | Volkszählung |
| 2001 | 899       | Volkszählung |
| 2012 | 1654      | Volkszählung |
| 2024 | 2584      | Volkszählung |

Die Bevölkerungsdichte bei der letzten Volkszählung von 2024 betrug 0,5 Einwohner/km², der Alphabetisierungsgrad bei den über 6-Jährigen war von 53,6 Prozent (1992) auf 73,6 Prozent (2001) angestiegen. Die Lebenserwartung der Neugeborenen im Jahr 2001 betrug 65,4 Jahre, die Säuglingssterblichkeit war von 16,9 Prozent (1992) auf 5,7 Prozent im Jahr 2001 zurückgegangen.
83,4 Prozent der Bevölkerung sprechen Spanisch, 1,5 Prozent sprechen indigene Sprachen, und 15,7 Prozent sprechen eine nicht-bolivianische Sprache, im wesentlich sind dies Portugiesisch-sprechende Zuwanderer aus dem benachbarten Brasilien. (2001)
85,2 Prozent der Bevölkerung haben keinen Zugang zu Elektrizität, 59,9 Prozent leben ohne sanitäre Einrichtung. (2001)
66,0 Prozent der 162 Haushalte besitzen ein Radio, 0,6 Prozent einen Fernseher, 13,6 Prozent ein Fahrrad, 3,7 Prozent ein Motorrad, 2,5 Prozent ein Auto, 1,9 Prozent einen Kühlschrank, und 0 Prozent ein Telefon. (2001)

## Politik
Ergebnis der Regionalwahlen (concejales del municipio) vom 4. April 2010:
| Wahl- berechtigte |  | Wahl- beteiligung | gültige Stimmen |  | MAS-IPSP | CP     |
| ----------------- |  | ----------------- | --------------- |  | -------- | ------ |
| 420               |  | 343               | 281             |  | 181      | 100    |
|                   |  | 81,7 %            | 81,9 %          |  | 64,4 %   | 35,6 % |

Ergebnis der Regionalwahlen (elecciones de autoridades políticas) vom 7. März 2021:
| Wahl- berechtigte |  | Wahl- beteiligung | gültige Stimmen |  | CID     | MAS-IPSP | MTS     | PASO   | VIDA   |
| ----------------- |  | ----------------- | --------------- |  | ------- | -------- | ------- | ------ | ------ |
| 1.073             |  | 901               | 810             |  | 377     | 232      | 145     | 50     | 4      |
|                   |  | 83,97 %           | 89,90 %         |  | 46,54 % | 28,64 %  | 17,90 % | 6,17 % | 0,49 % |

## Gliederung
Das Municipio Ingavi bestand bei der Volkszählung von 2012 aus den folgenden beiden Kantonen (cantones):
- 09-0402-01 Kanton Ingavi – 3 Gemeinden – 595 Einwohner (2001: 316 Einwohner)
- 09-0402-02 Kanton Tacna (Humaitá) – 10 Gemeinden – 1.059 Einwohner (2001: 583 Einwohner)

## Ortschaften im Municipio Ingavi
- Kanton Ingavi
  - Ingavi 386 Einw.

- Kanton Tacna
  - Humaitá 554 Einw.